# Fotolaimus apostematus
Fotolaimus apostematus is een rondwormensoort uit de familie van de Oncholaimidae.